# 和礼霍孙
和礼霍孙（?—?），又译火鲁火孙、和鲁火孙、和鲁霍孙、火礼霍孙。元朝大臣。元世祖时中书右丞相。
他早年是元世祖的宿卫。至元五年（1268年），任翰林待制兼起居注。升翰林学士承旨。至元九年（1272年），建议选汉官子弟与怯薛、蒙古官员子弟同入蒙古国子学，学习新制蒙古字。至元十年（1273年），以翰林学士承旨兼会同馆事，主朝廷咨访，降臣奏请。接待各族降臣入觐、表奏及朝廷咨访事宜，受命与伯颜审定史天泽、姚枢所定律例《至元新格》。至元十二年（1275年），主持翰林兼国史院修国史、典制诰事。至元十五年（1278年）和礼霍孙写太祖御容，翌年复命写太上皇御容与太宗旧御容，俱置翰林院供祀。1953年前北京历史博物馆征得一幅成吉思汗画像，系元代早期工笔重彩画精品，或为《元史·祭祀志》所说和礼霍孙所作。至元十七年（1280年），他和高和尚率兵同赴北边。至元十八年（1281年），兼守司徒，建议在扬州、隆兴路、鄂州、泉州四地设置蒙古提举学校官各两名。至元十九年（1282年）中书平章政事阿合马被刺杀。和礼霍孙受命集合中书省、枢密院、御史台官员审议阿合马管理的财赋政策，元世祖任命他为中书右丞相。他裁撤冗官，撤销司徒府和农政院，於中书省庶务有所更新。至元二十一年（1284年），率百官奉玉宝，上尊号。奏请开科举，但是没有实行。当时元世祖想要启用卢世荣理财，和礼霍孙和卢世荣当廷辩论朝政，和中书右丞麦朮丁被世祖罢免，谥号文忠。

## 延伸阅读
[在维基数据编辑]
 《新元史/卷197》，出自柯劭忞《新元史》